# Melasomoptera
Melasomoptera (лат.) — подрод травяных листоедов подсемейства хризомелин, семейства листоедов.

## Описание
Последний членик щупиков расширен. Надкрылья красные c нерегулярной пунктировкой.

## Классификация
В состав подрода включают три вида
- Chrysolina grossa (Fabricius, 1792)
- Chrysolina lucida (Olivier, 1807)
- Chrysolina lutea (Petagna, 1819)

## Распространение
Представители подрода встречаются в Южной Европе (Испания, Португалия, юг Франции, Сицилия) и Северной Африке (Марокко, Алжир).